# Monica
Monica er et pigenavn, der er af ukendt oprindelse. Der er teorier om, at det stammer fra græsk "monos", som betyder "ene", andre om, at det stammer fra latin "moneo", der betyder "rådgiver", og endelig andre om, at det stammer fra berbisk eller fønikisk.
På dansk anvendes også varianterne Monika og Monique. Ifølge Danmarks Statistik bærer hen ved 3.500 danskere et af disse navne.

## Kendte personer med navnet
- Sankt Monica, algeriskfødt katolsk helgen.
- Monique, dansk sanger.
- Monica (kunstner), amerikansk R&B-sanger.
- Monica Ali, Bangladesh-født, engelsk forfatter.
- Monica Bellucci, italiensk skuespiller.
- Monique Feijen, hollandsk håndboldspiller.
- Monica Krog-Meyer, dansk journalist og tv-vært.
- Monica Lewinsky, amerikansk praktikant i Det Hvide Hus.
- Monica Seles, serbisk-amerikansk tennisspiller.
- Monica Vitti, italiensk skuespiller.
- Monica Zetterlund, svensk sanger og skuespiller.

## Navnet anvendt i fiktion
- Monica Geller er en af hovedpersonerne i tv-serien Venner.
- Sommeren med Monika er en film fra 1953 af Ingmar Bergman, baseret på en roman med samme navn af Per Anders Fogelström fra 1951.
- Monica Hertz er en figur i tv-julekalenderen Jul i verdensrummet fra 2006.

## Andre anvendelser
- Santa Monica er en by i Californien.